# Arvesjaure
Arvesjaure är en sjö i Arjeplogs kommun och Jokkmokks kommun i Lappland och ingår i Piteälvens huvudavrinningsområde. Sjön har en area på 7,44 kvadratkilometer och ligger 612,5 meter över havet. Arvesjaure ligger i Piteälven Natura 2000-område.

## Delavrinningsområde
Arvesjaure ingår i det delavrinningsområde (739502-160577) som SMHI kallar för Utloppet av Arvesjaure. Medelhöjden är 719 meter över havet och ytan är 69,49 kvadratkilometer. Räknas de 2 avrinningsområdena uppströms in blir den ackumulerade arean 104,12 kvadratkilometer. Arvesjåkkå som avvattnar avrinningsområdet har biflödesordning 2, vilket innebär att vattnet flödar genom totalt 2 vattendrag innan det når havet efter 236 kilometer. Avrinningsområdet består mestadels av skog (54 procent) och kalfjäll (32 procent). Avrinningsområdet har 7,5 kvadratkilometer vattenytor vilket ger det en sjöprocent på 10,8 procent.